# Гумеров, Флун Фагимович
Флун Фагимович Гумеров (род. 29 июля 1957, Шайчурино, Актанышский район, Татарская АССР, РСФСР, СССР) — российский предприниматель, организатор производства; общественный и государственный деятель, меценат; эксперт ювелирного рынка.
Основатель торговой марки «Алмаз-Холдинг». Депутат Костромской областной Думы V и VI созывов (с 2010, «Единая Россия»).

## Биография

### Происхождение
Родился 29 июля 1957 года в татарской крестьянской семье в селе Шайчурино Актанышского района Татарской АССР. Отец — Фагем (Фагим) — в молодости был шахтёром, впоследствии переехал в село работать в колхозе. Флун Гумеров — младший брат в семье Гумеровых (Гумировых). После окончания сельской школы в 1974 году Флун Гумеров поступил в Казанский инженерно-строительный институт.

### Профессиональная и предпринимательская деятельность
По окончании института в 1979 году получил диплом по специальности «инженер-строитель автомобильных дорог» и по распределению был направлен в подмосковный посёлок Шаховская. С этого времени Флун Гумеров работал на предприятиях Министерства энергетики и электрификации СССР. Свою трудовую деятельность Гумеров начал в должности старшего механика автотранспортного и производственного объединения «Гидроэнергоканалстрой» Главного управления по строительству и монтажу гидроэлектростанций.
В 1982 году зачислен на работу прорабом строительно-монтажного управления Всесоюзного треста «Гидроэнергоканалстрой» Союзгидроэнергостроя в Москве. С 1984 года — старший прораб Передвижной механизированной колонны № 2 (ПМК-2) Всесоюзного треста по строительству гидротехнических сооружений «Гидроэнергоканалстрой» Главгидроэнергостроя в Калуге. С 1987 года Флун Гумеров назначен на должность начальника Клинского хозрасчетного участка Всесоюзного треста по строительству гидротехнических сооружений и каналов «Гидроэнергоканалстрой», и на этой должности проработал до 1989 года. Принимал участие в строительстве гидротехнических сооружений в Московской области — для Загорской ГАЭС, для электростанций и гидроузлов в Подольске, Ступинском районе. С 1989 по 1993 год Флун Гумеров руководит предприятиями малого бизнеса в сфере строительства и торговли.
В 1993 году Гумеров создает ювелирное предприятие АОЗТ «Алмаз», которое через некоторое время становится холдингом, а в настоящее время (2017) является франчайзинговой сетью «Алмаз-Холдинг», включающей более 200 фирменных магазинов России, Казахстане, Беларуси и Китае. В конце 1990-х годов приобрел акции ОАО «Красносельский Ювелирпром», находившегося на грани банкротства. С 2000 года Флун Гумеров являлся генеральным директором ОАО «Красносельский Ювелирпром» (посёлок Красное-на-Волге, Костромская область).
За всё время своей предпринимательской и общественной деятельности Флун Гумеров провёл деловые встречи с президентом России В. В. Путиным, бывшим президентом СССР М. С. Горбачевым, президентом Татарстана М. Ш. Шаймиевым, губернаторами Костромской области В. А. Шершуновым, И. Н. Слюняевым, президентом Чувашии Н. Ф. Фёдоровым. Поддерживает деловые отношения со Сваровски.

### Общественная и государственная деятельность
Член Совета по ювелирной промышленности Костромской области. Сопредседатель, член Высшего совета Ассоциации «Гильдия ювелиров России». Председатель Высшего совета — Президент «Союза участников рынка драгоценных камней и драгоценных металлов» («Союза ДМДК»). Сторонник партии «Единая Россия».
В 2004 году работал в координационном Совете по проведению Костромской областной благотворительной акции «Вместе поможем ветеранам!». Член попечительского совета при федеральном государственном учреждении «Костромская воспитательная колония» управления Федеральной службы исполнения наказаний по Костромской области
Состоит в организационном комитете по подготовке и проведению открытого областного конкурса «Костромская Снегурочка».
Участник совещаний представителей государства и предпринимательства по вопросам проблем развития ювелирной отрасли в России. Член координационного совета Всероссийского объединения «Деловая Россия». Координатор отраслевого направления «Ювелиры, нумизматика и предметы искусства». Координатор отраслевого направления «Ювелиры, нумизматика и предметы искусства», член рабочей группы Президиума Генерального совета партии «Единая Россия» по развитию предпринимательства.
Член Совета по развитию города Плёса. Председатель Совета директоров НП «Гильдия ювелиров Центрального региона» (с 2002) (2003), председатель Совета директоров НП «Золотое кольцо Руси». Помощник депутата Государственной думы Ф. А. Клинцевича. Член редакционного совета журнала «Ювелирная Россия».
Принимал участие в организации парламентского слушания по проблемам ювелирной отрасли. Инициатор отмены толлинга в ювелирной отрасли (производство украшений за границей и выдача их за российские).
Как бизнес-аналитик Флун Гумеров является одним из основных публичных комментаторов о состоянии рынка драгоценных металлов и камней в России. В интервью RBC Daily в мае 2009 года, Флун Гумеров, оценивая итоги первого квартала 2009 года, констатировал, что «продажи в ювелирной рознице упали на 10—20 % в зависимости от регионов», но «продажи изделий из серебра выросли на 40 %. <…> Заводы в конце прошлого года не могли получить кредитов от банков даже под залог золота, имеющегося в незавершенном производстве. Это сказалось на выпуске ювелирных изделий. И наша отрасль практически упустила сезонный пик продаж 14 февраля и 8 марта. Спрос удовлетворялся как за счет импорта, так и за счет „серых“ золотых изделий».
С 2010 года — депутат Костромской областной Думы V созыва от партии «Единая Россия» от избирательного округа № 9 (Красносельский район и город Волгореченск); входит в состав Комитета по вопросам государственного устройства и местного самоуправления.
Флун Гумеров является соучредителем и спонсором Русского национального балета «Кострома», спонсором детского дома в селе Ченцы Красносельского района Костромской области, оказывает помощь Лицею № 1 города Волгореченск Костромской области.
При финансовой поддержке Гумерова воссоздана часовня села Сидоровское Красносельского района Костромской области.

## Личная жизнь, семья
Живёт в посёлке городского типа Красное-на-Волге Красносельского района Костромской области и в Москве. Женат, воспитывает четверых детей (три сына и дочь).
Старший брат — Гумиров Фарид Фагемович — руководитель Казанского ювелирного завода «Алмаз» (ООО «Алмаз-Холдинг») и ювелирных магазинов сети в Татарстане; старшие сестры: Хидая — генеральный менеджер сети «Алмаз-Холдинг» (до 2011), Дания — руководитель ювелирных магазинов сети в Башкортостане.

## Награды и признание

### Награды государственных и муниципальных органов
- Медаль «В память 1000-летия Казани»[24] (Указ Президента Российской Федерации от 30 июня 2005)
- Грамота Президента Российской Федерации («за большой вклад в дело обороноспособности активную социально-экономическую работу и благотворительную деятельность с ветеранами Великой Отечественной войны, военнослужащими, членами их семей и в связи с 60-летием Великой Победы»; 1 июля 2005)
- Благодарность Министра внутренних дел Российской Федерации[25] (Приказ № 487 л/с от 28 апреля 2008)
- Почётный знак Государственного комитета Российской Федерации по физической культуре и туризму «За заслуги в развитии физической культуры и спорта»[26] (Приказ № 172-ПЗ от 27 сентября 2000)
- Почётная грамота Министерства культуры Российской Федерации («за большой вклад в развитие культуры», Приказ № 524 от 27 июля 2009)
- Памятный знак «Труд. Доблесть. Честь» (за активное участие в акции «Пока беда не коснулась всех»; награда Губернатора Костромской области)
- Медаль «Труд. Доблесть. Честь» (Постановление Губернатора Костромской области от 17 июля 2007)
- Медаль «За заслуги перед Красносельским районом Костромской области» (Постановление Главы Красносельского района Костромской области от 24 июня 2005 года, № 386)
- Знак «Почётный гражданин Красносельского района Костромской области» (с 26 июня 2009 года)
- Войсковая часть 10438 Министерства обороны Российской Федерации вручила Гумерову Памятный знак «Подводному флоту России 100 лет» (18 марта 2006 года)[27].
- Медаль ордена «За заслуги перед отечеством» II степени. Указ Президента РФ №756 от 31.12.2021 г.

### Общественные награды
- Лауреат конкурса «Человек года — 2009» в номинации «Руководитель года» (Красносельский район Костромской области) — за заслуги в сохранении и развитии уникального самобытного ювелирного производства, продвижение славы и известности красносельских мастеров-ювелиров[28]
- Лауреат национальной премии бизнес-репутации «Дарин» Российской Академии бизнеса и предпринимательства в 2002 г.* Патриаршая грамота «В Благословение за усердные труды во славу святой Церкви», подписанная Патриархом Алексием II[25] (2000).
- Золотой знак Костромской епархии Преподобного Геннадия Костромского I степени (вручена Архиепископом Костромским и Галичским Александром 4 июня 1999 года).
- Медаль Преподобного Макария Унженского Чудотворца (7 августа 1999 года).
- Общероссийская общественная организация «Российская Общественная Академия Бизнеса и Предпринимательства» в 2002 году назвала Ф. Ф. Гумерова лауреатом премии «Бизнес-Олимп. Дарин» в номинации «Предприниматель года» по Центральному федеральному округу «за выдающийся личный вклад в развитие бизнеса и предпринимательства»[4][29][30].
- Гумеров удостоен медали Совета организаторов Программы «100 лучших товаров России» «За достижения в области качества» (2009).
- Российское издательство «Спец-Адрес» включило Гумерова в энциклопедию «Лучшие люди России» и вручило памятную медаль.
- С формулировкой «за особые заслуги в деле сохранения и приумножения историко-культурного и природного наследия народов России» Гумеров был удостоен награды Российского Союза Исторических Городов и Регионов — Медали «За вклад в наследие народов России» (2 октября 2003 года).
- Имеет Золотой знак «Почётный меценат и благотворитель» (награда Международного благотворительного фонда «Меценаты столетия», от 8 августа 2008 года).
- 10 сентября 2010 года Флун Гумеров был награждён Почетным знаком Мемориального фонда Карла Фаберже «150 лет Михаилу Перхину» «за выдающийся вклад в развитие российского ювелирного искусства»[31].

### Участие в профессиональных сообществах
- Члены Общественного совета Федеральной пробирной палаты
- Член Генерального совета Общероссийской общественной организации «Деловая Россия»[32].
- Член Комитета Торгово-промышленной палаты России по драгоценным металлам и драгоценным камням (2002)[33].
- Член Экспертного совета Комитета Государственной Думы по природным ресурсам, природопользованию и экологии[34].